# Caserne Masséna
La caserne Masséna est une caserne de la Brigade de sapeurs-pompiers de Paris située au no 37 du boulevard Masséna dans le 13e arrondissement de Paris. Les remises se trouvent sur le côté rue Darmesteter. 
C’est la plus grande caserne de pompiers en Europe.

## Description et histoire
L'état-major du 2e groupement d'incendie et de secours (Sud-Est de Paris et le Val-de-Marne) y est basé. Ce groupement comptait 1 807 sapeurs-pompiers en 2005. 
Construit en 1970 sur les plans des architectes Jean Willerval et Prvoslav Popovic, ce bâtiment de 18 étages dont la structure est en béton précontraint est « une cité radieuse la poésie en plus, par l'arrondi général de la structure ».
À cet égard, on peut voir cette caserne de sapeurs-pompiers parisiens comme un écho de la maison Planeix de Le Corbusier, qui se trouve à proximité.